# Hector-Neri Castañeda
Héctor-Neri Castañeda, född 13 december 1924, död 7 september 1991, var en guatemalansk filosof och grundare av tidskriften Noûs.
Castañedas utgår i sin filosofi från uppfattningen att reella ting och föreställda ting har det gemensamt att bägge uppenbarar sig som tankar. Utifrån detta utvecklade han sedan en teori om abstrakta objekt, kallade skepnader (guises), som ligger till grund för en omfattande analys av både språk och perception.
Castañeda har kritiserats av bland andra Alvin Plantinga, som utvecklat en alternativ teori med liknande innehåll.

## Böcker i urval
- On the Semantics of the Ought-to-Do (1970)
- Intentions and the Structure of Intending (1971)
- The Structure of Morality (1974)
- Thinking and Doing (1975)
- On Philosophical Method (1980)
- The Paradoxes of Deontic Logic (1981)
- Thinking, Language and Experience (1989)